# Albert Paulsen
Albert Paulsen (* 13. Dezember 1925 in Guayaquil (Ecuador); † 25. April 2004 in Los Angeles, Kalifornien) war ein Schauspieler ecuadorianischer Herkunft. 

## Leben
Der als Albert Paulson geborene Schauspieler spielte, trotz seiner Herkunft, oft in Filmen, in denen er Rollen europäischer, meist osteuropäischer Menschen annahm. Allerdings war er auch als deutscher Offizier unter anderem auf der Leinwand anwesend. Dies verdankte er seinem Akzent, der sich für diese Charakterdarstellungen eignete. Obwohl Paulsen, der in den 1940ern seinen Namen änderte, in einigen Filmen auftrat, wurde er jedoch durch seine Darstellungen im Fernsehfilmen und zahlreichen Serien bekannt.

## Filmografie (Auswahl)
- 1962: Mein Bruder, ein Lump (All Fall Down)
- 1962: Botschafter der Angst (The Manchurian Candidate)
- 1962: Preston & Preston (The Defenders, TV-Serie, 1 Folge)
- 1965: Memorandum for a Spy (TV)
- 1966: The Three Sisters
- 1967: Gunn
- 1968: Call to Danger (TV)
- 1969: Che!
- 1971: Mrs. Pollifax kommt wie gerufen (Mrs. Pollifax-Spy)
- 1973: Carola (TV)
- 1973: Massenmord in San Francisco (The Laughing Policeman)
- 1974: The Missiles of October
- 1975: Search for the Gods
- 1975: One of Our Own
- 1976: Louis Armstrong – Chicago Style (TV)
- 1976: Öl (The next Man)
- 1977: McNamara’s Band (TV)
- 1978: Operation Valhalla (The Gypsy Warriors)
- 1978: Columbo: Waffen des Bösen (The Conspirators) (TV)
- 1979: The Girl Who Saved the World (TV)
- 1981: Der Augenzeuge (Eyewitness)
- 1981: Side Show (TV)
- 1985: Knight Rider (TV-Serie, 1 Folge)
- 1986: Commando Wild Wind (Dikiy veter)

## Auszeichnungen
- 1964: Emmy Award